# Омар, Самия Юсуф
Самия Юсуф Омар (сомал. Saamiya Yuusuf Cumar; 25 марта 1991, Могадишо — апрель 2012, Средиземное море) — сомалийская легкоатлетка. Участница Олимпийских игр в Пекине.
В 2024 году история Самии Юсуф Омар была экранизирована. Фильм называется "Самия"

## Карьера
Самия Юсуф Омар родилась в 1991 году в Могадишо и была старшей из шести детей. Когда девочке было 8 лет, её отец погиб во время теракта на рынке Бакаара в результате чего Самия вынуждена была покинуть школу чтобы помогать матери содержать семью. В то же время Омар стала заниматься бегом, пойдя по стопам матери, которая также была бегуньей и выступала на национальном уровне.
Несмотря на угрозы со стороны радикалов, которые не могли допустить выступления женщины-мусульманки в спортивных соревнованиях, Омар в 2008 году попала в состав олимпийской команды Сомали. Получив экипировку от суданской команды, Самия Юсуф Омар вышла на старт пятого квалификационного забега на дистанции 200 метров. Она показала время 32,16, уступив чуть более девяти секунд ямайской спортсменке Веронике Кэмпбелл-Браун. От ставшей предпоследней Изабель Леру из ЮАР она отстала на восемь с половиной секунд.
После возвращения в Сомали семья Омар попала в зону, подконтрольную группировке Харакат аш-Шабаб, которая не позволяла женщинам смотреть или заниматься спортом. В 2011 году Самия бежала в Эфиопию, где стала тренироваться в беге на средние дистанции под руководством бронзового призёра московской Олимпиады в стипль-чезе Эшету Тура. Также она получила разрешение тренироваться вместе с эфиопскими спортсменами.
В конце 2011 года Самия Омар приняла решение перебраться в Европу и найти там тренера, чтобы отобраться на Игры в Лондоне. Несмотря на протесты семьи Омар пересекла суданскую границу, затем оказалась в Ливии, где некоторое время сидела в тюрьме.
В августе 2012 года, во время Олимпиады, стало известно, что Самия Юсуф Омар погибла в Средиземном море в апреле 2012 года. На судне контрабандистов она пыталась пересечь море, чтобы попасть в Италию, но в открытом море у судна кончилось топливо. Через некоторое время дрейфующий корабль был замечен патрульным судном ВМС Италии. Моряки попытались взять судно с беженцами на буксир, бросили канаты и в это время в возникшей суматохе Омар упала за борт корабля и утонула.
Итальянский журналист и писатель Джузеппе Катоцелла посвятил Самие книгу «Никогда не говори, что боишься» (итал. Non dirmi che hai paura), существуют планы по её экранизации. В 2015 году немец Райнхард Клейст выпустил графический роман «Олимпийская мечта — история Самии Юсуф Омар» (нем. Der Traum von Olympia – Die Geschichte von Samia Yusuf Omar), в 2016 году книга была переведена на английский язык.